# Fdb.pl
Fdb.pl Internetowa baza filmowa, fdb.pl (wcześniej IMDb.pl) – polski serwis internetowy, poświęcony filmom i ludziom kina. Według własnych danych 28 marca 2015 roku zawierał informacje o 318 062 filmach i 14 152 serialach.